# Саутбриџ (Масачусетс)
Саутбриџ (енгл. Southbridge) град је у америчкој савезној држави Масачусетс. По попису становништва из 2010. у њему је живело 16.719 становника.

## Демографија
Према попису становништва из 2010. у граду је живело 16.719 становника.
| Група             | 2000.  | 2010.          |
| Белци             | . (.%) | 11.465 (68,6%) |
| Афроамериканци    | . (.%) | 431 (2,6%)     |
| Азијати           | . (.%) | 310 (1,9%)     |
| Хиспаноамериканци | . (.%) | 4.452 (26,6%)  |
| Укупно            | .      | 16.719         |